# DFA (バンド)
DFA（ないしD.F.A.、「Duty Free Area = 免税エリア」の略）は、イタリア・ヴェローナ出身のイタリアン・プログレッシブ・ロック・バンドである。彼らの音楽スタイルは多岐にわたるが、ピンク・フロイドなどの「スペース・ロック」バンドや、ノヴァやイン・カフーツなどのジャズ・ロック、フュージョン・バンドの要素がある。

## 曖昧性解消
イタリアのプログレッシブ・ロック・バンドであるD.F.A.は、DFAレコーズとも、カナダのインディー・シンセロック・バンド「デス・フロム・アバヴ 1979」とも、ロサンゼルスのメタル・バンド「ダーク・ファッキン・エンジェル」、またはドイツのエレクトロ・パンク・バンド「D.A.F.」（Deutsch Amerikanische Freundschaft）とも関係がない。

## メンバー
- Alberto DeGrandis - ドラム、ボーカル
- Luca Baldassari - ベース
- Alberto Bonomi - キーボード、ボーカル
- Silvio Minella - ギター

### 旧メンバー
- Roberto Tommasini - キーボード (1991年-1995年)

## ディスコグラフィ

### アルバム
- Lavori in Corso (1997年、Scolopedra) ※「Work in Progress」の意
- Duty Free Area (1998年、Mellow)
- Kaleidoscope (2000年、Moonjune) ※コンピレーション。上記2枚のリマスター盤と新たなライブ・トラック3曲を収録
- Work in Progress — Live (2001年、Moonjune) ※2000年6月21日、「NEARFest」にてライブ録音
- 『4th』 - 4th (2008年、Moonjune)